# Kropáčova Vrutice (nádraží)
Kropáčova Vrutice je železniční stanice v jihovýchodní části obce Kropáčova Vrutice v okrese Mladá Boleslav ve Středočeském kraji poblíž Košáteckého potoka. Leží na neelektrizované železniční trati Praha–Turnov.

## Historie
Stanice byla vystavěna dle typizovaného předpisu společnosti Turnovsko-kralupsko-pražská dráha (TKPE) ze směru z Kralupy nad Vltavou do Turnova, pravidelný provoz zde byl zahájen 15. října 1865. TKPE dále 23. října 1871 otevřela železniční trať do Čakovic u Prahy, odkud mohly vlaky následujícího roku pokračovat až do Prahy.
K 31. 12. 1882 byla TKPE sloučena s Českou severní drahou (BNB). Po zestátnění BNB v roce 1908 pak obsluhovala stanici jedna společnost, Císařsko-královské státní dráhy (kkStB), po roce 1918 pak správu přebraly Československé státní dráhy.

## Popis
Nachází se zde dvě hranová nástupiště, příchod k vlakům probíhá přes kolejové přechody.